# لورا فيراريز
لورا فيراريز (بالإنجليزية: Laura Ferrarese)‏ هي باحثة في علوم الفضاء في المجلس الوطني للبحوث في كندا.

## Life
ولدت لورا في بادوفا، إيطاليا ودرست في جامعة بادوفا، وحصلت على الدكتوراه في الفيزياء من جامعة جونز هوبكينز عام 1996. عملت كأستاذ جامعي في جامعة روتجرز عام 2004. وعملت أيضًا في معهد كاليفورنيا للتقنية.
أعلنت نورا كمحاضر زائر لمحاضرة جائزة سوير هوغ عام 2014.
ترأس لورا الجمعية الفلكية الكندية. كما أنها قائدة رائدة في أبحاث الثقوب السوداء فائقة الضخامة. كما قادت عدت استطلاعات عن مجرات كبيرة من خلال مرصد هابل الفضائي وتليسكوب هاواي الكندي الفرنسي.

## روابط خارجية
- لورا فيراريز على موقع IMDb (الإنجليزية)